# 国家宇宙研究開発機関
国家宇宙研究開発機関（National Space Research and Development Agency、NASRDA）はナイジェリアの宇宙機関。1998年に設立された。本部はアブジャ。

## 概要
2003年、災害監視衛星コンステレーションの一部であるNigeriaSat-1をSSTLから購入し、ロシアのコスモス3Mによって打ち上げた。これがナイジェリア初の人工衛星となった。
2007年5月にはアフリカ初の静止軌道衛星NigComSat-1が打ち上げられた。この衛星は中国が開発・打ち上げを含めた全てを受注し、中国の衛星ビジネスにとって大きな前進だった。衛星自体は2008年11月に故障したが、2011年までにはナイジェリア側の負担なしで代替機のNIGCOMSAT-1Rが打ち上げられる予定。
Robert Borrofice局長は2018年までに他国の援助なしに国産衛星を打ち上げる計画であると公表している。また彼は2015年までに初のナイジェリア人宇宙飛行士を宇宙に送るプロジェクトも明らかにした。